# الإدارة العامة للأمن المجتمعي ومكافحة جرائم الإتجار بالأشخاص
الإدارة العامة للأمن المجتمعي ومكافحة جرائم الإتجار بالأشخاص هي إدارة حكومية تتبع وزارة الداخلية السعودية، أنشئت في 14 شعبان 1446 هـ الموافق 13 فبراير 2025 بتوجيهات من سمو ولي العهد السعودي الأمير محمد بن سلمان آل سعود.

## المهام
تعزيز كفاءة المنظومة الأمنية ومكافحة الجريمة المنظمة، مع تركيز خاص على الجرائم التي تهدد أمن المجتمع وسلامته، مثل الاتجار بالأشخاص والجرائم العابرة للحدود وتفكيك الشبكات الإجرامية، وحماية الضحايا، وتقديم المتورطين للعدالة، إلى جانب التعاون مع الجهات المحلية والدولية لمكافحة هذه الجرائم بفاعلية وتركز الإدارة على الجانب الأمني والقضائي.